# Phaeogala
Phaeogala es un género de coleóptero de la familia Mycteridae.

## Especies
Las especies de este género son:
- Phaeogala biimpressa
- Phaeogala grisescens
- Phaeogala laterifusca
- Phaeogala major
- Phaeogala rufa